# Raionul Litîn, Vinnița
Litîn (în ucraineană Літинський район, transliterat: Litînskîi raion) este un raion în regiunea Vinnița, Ucraina. Reședința sa este așezarea de tip urban Litîn.

## Demografie
Componența lingvistică a raionului Litîn
     Ucraineană (98,5%)
     Rusă (1,35%)
     Alte limbi (0,08%)
Conform recensământului din 2001, majoritatea populației raionului Litîn era vorbitoare de ucraineană (98,5%), existând în minoritate și vorbitori de rusă (1,35%).